# Methia occidentalis
Methia occidentalis là một loài bọ cánh cứng trong họ Cerambycidae.